# He Got Game
He Got Game — музичний альбом гурту Public Enemy. Виданий 21 квітня 1998 року лейблом Def Jam Recordings. Загальна тривалість композицій становить 60:20. Альбом відносять до напрямку хіп-хоп. У записі альбому взяли участь Stephen Stills, KRS-One, Smoothe da Hustler і Masta Killa.

## Список пісень
1. «Resurrection» (за участю Masta Killa) — 4:20
2. «He Got Game» (за участю Stephen Stills) — 4:46
3. «Unstoppable» (за участю KRS-One) — 3:14
4. «Shake Your Booty» — 3:45
5. «Is Your God a Dog» — 5:08
6. «House of the Rising Son» — 3:16
7. «Revelation 33 1/3 Revolutions» — 4:11
8. «Game Face» (за участю Smoothe Da Hustler) — 3:17
9. «Politics of the Sneaker Pimps» — 3:16
10. «What You Need Is Jesus» — 3:29
11. «Super Agent» — 3:35
12. «Go Cat Go» — 3:48
13. «Sudden Death (Interlude)» — 2:04